# Demolis gabrieli
Demolis gabrieli är en fjärilsart som beskrevs av Felix Bryk 1953. Demolis gabrieli ingår i släktet Demolis och familjen björnspinnare. Inga underarter finns listade i Catalogue of Life.